# Reflecting in Grey Dusk
«Reflecting In Grey Dusk» — сборник/промо/семплер-альбом группы Novembers Doom, вышедший в 2004 году.
Эта компиляция была выпущена самой группой и распространялась только во время тура 2004 года.

## Песни
01 — демоверсия песни с следующего альбома The Pale Haunt Departure;

02-04 — с альбома To Welcome the Fade; 

05-06 — с альбома The Knowing; 

07-08 — с альбома Of Sculptured Ivy and Stone Flowers; 

09-10 — с альбома Amid It's Hallowed Mirth; 

11 — с трибьют альбома Оззи Осборну Legend Of A Madman: Ozzy Osbourne Tributе. Это кавер-версия песни Осборна с его соло-дебюта Blizzard Of Ozz.

## Список композиций
1. In The Absence Of Grace (demo)
2. Not the Strong
3. Lost in a Day
4. Dark fields for Brilliance
5. Silent Tomorrow
6. Harmony Divine
7. With Rue and Fire
8. Dawn Breaks
9. Amour of the Harp
10. Chorus of Jasmine
11. Revelation (mother earth)